# 1585
1585 هي سنة بسيطة بدأت يوم الثلاثاء حسب التقويم الغريغوري ويوم الجمعة حسب التقويم اليولياني الأبطأ بعشرة أيام

## أحداث
- بداية حرب إنجلترا وأسبانيا في 1585 والتي انتهت في 1604.
- 12 يناير - هولندا تتبنى التقويم الجريجوري.
- العثمانيون يدخلون جزيرة أنزاروت في المحيط الأطلسي.

## مواليد
- بيتر هولشتاين الأول
- ريشيليو

## وفيات
- تقي الدين الشامي
- غريغوريوس الثالث عشر
- عثمان بن أوزديمير باشا
- بيير دي رونسار
- سلطانة أسمهان